# 김경기
김경기(金敬起, 1968년 4월 5일 ~ )는 전 KBO 리그 SK 와이번스의 내야수이자, 전 SPOTV의 야구 해설위원이다. 유독 인천에서 인기가 많아 '미스터 인천'이라는 별명을 갖고 있다. 현역 시절 선수단 내에서 불리던 별명은 몸집이 크다는 이유로 '고릴라'였다.

## 아마추어 시절
서울에서 태어나 인천에서 성장한 그는 인천석천초등학교, 상인천중학교, 인천고등학교를 거치며 인천에서만 학창 시절을 보냈다. 인천고등학교 재학 시절이었던 1985년에는 전국 대회에서 타율 0.457, 46타수 21안타의 성적을 올려 이영민 타격상을 수상했다. 1986년 인천고등학교 졸업 후 고려대학교 법학과에 입학했고, 서울 올림픽 야구 종목의 국가대표 선수로 선발되기도 했다.

## 선수 시절

### 태평양 돌핀스시절
1990년 연고 팀 태평양 돌핀스에 1차 2순위 지명을 받아 입단하여 1루수와 중심 타자(주로 4번 타자)로 활약하였다. 그의 등번호는 원래 37번이었으나, 1993년부터 그의 등번호는 00번을 달게 됨으로써 이 때부터 등번호 00번은 곧 그의 상징이 되었다. 또한, 그는 당시 홈 구장이던 숭의야구장에서 특히나 강한 모습과 인상적인 활약을 보여 홈 팬들로부터 열화를 받아 '미스터 인천'이라는 별명을 얻게 되었다.
매년 0.270~0.290타율 사이에 20홈런을 칠 수 있는 능력을 가진 그는 당시 타선이 약했던 태평양 돌핀스 타선의 핵심이었다. 특히 1994년에는 윤덕규-김경기-김동기로 이어지는 클린업 트리오 주축 역할로 23홈런을 기록하여 활약한다.

### 현대 유니콘스시절
1995년 태평양 돌핀스를 인수한 현대 유니콘스에서도 1996년 당시 타선이 약한 가운데 4번 타자로 20홈런을 기록하였고, 중심타자 1루수로 선수 생활을 활약하였다. 그러나 다음 해 1997년에 6개 홈런에 36타점, 2할대의 타율을 기록하며 부진하였다. 1998년에는 3루수와 1루수 포지션을 전전하면서 박재홍-스캇 쿨바-그로 이어지는 클린업 트리오 타선의 주축 역할을 하여 18개 홈런에 2할대 타율을 기록하면서 건재함을 보여 주었고, 1998년 한국시리즈에서 현대 유니콘스 창단 3년 만의 첫 우승이자 역대 인천 연고 팀 사상 첫 한국시리즈 우승의 기쁨을 맛보았다. 1999년에는 2할대 타율에 6개 홈런을 기록했으나 시즌 중 부상을 당해 전력에서 이탈하였다.
하지만,  2000년에는 시즌 전 선수단 내 선수협 문제로 외야수 전준호와의 갈등이 있었고 전준호는 이 문제로 시즌 초반에 결장을 하였으며 본인(김경기)도  코칭스태프와의 불화설 뿐 아니라 부상 때문에 개막전부터 출전을 하지 못한 데다 인천 팬들이 그를 돌려달라고 해서 SK 와이번스로 간 것으로 알고 있지만 사실 그는 자신 스스로 소속 팀 현대 유니콘스에 트레이드 요청을 하여 그 해 7월 현금 2억 5,000만원에 트레이드되었으며  새로운 인천 연고 팀 SK 와이번스로 이적했다.

### SK 와이번스시절
2000년 시즌 중, SK 와이번스에 현금 트레이드로 입단하여 이적했을 때 홈 팬들로부터 열화와 갈채를 받았다. 하지만, 그는 그 이후 입지가 좁아져 갔고, 2001년 시즌 종료 후 현역 은퇴를 선언하면서 2002년 문학야구장에서 은퇴식을 했다.

## 야구선수 은퇴 후
2002년부터 2015년까지 SK 와이번스에서 타격코치, 주루코치, 수석코치 등 코치 활동을 하다가, 2016년에 SK 와이번스 2군 감독으로 승격되었다. 2017년부터 SPOTV의 야구 해설위원으로 활동중이다.

## 에피소드
그의 아버지는 인천 연고 팀 삼미 슈퍼스타즈, 청보 핀토스의 전 감독이자 '인천 야구의 대부'로 불리는 김진영이다. KBO 소속 심판으로 활동 중인 김풍기는 그의 사촌형이다. 프로 데뷔 당시에는 배번으로 37번을 달았으나, 1993년부터 마음을 비운다는 뜻으로 등번호 '00'번을 달아 그 이후부터 00번을 고수했다. 대한민국의 프로 스포츠 사상 00번을 등번호로 달았던 선수는 김경기가 처음이다. (0번은 많았으나, 0이 2개 들어간 00번은 그가 최초다.)
그는 항상 안타를 칠 때나 홈런을 칠 때 십자 성호를 긋는 세리머니를 한 것으로 잘 알려져 있다. 그의 십자 성호 세레모니는 평소 그가 다니던 인천의 한 천주교 성당의 신부가 제안했다고 한다. 그를 비롯한 그의 가족들은 독실한 천주교 신자이며, 그의 부인이 매 경기가 열리는 날마다 새벽 기도를 하면서 그의 선전을 기원한 것으로 알려졌다.
사촌여동생이 염경엽과 결혼하여, 염경엽과는 사촌매제 사이다.

## 출신학교
- 1974 ~ 1980 : 인천석천초등학교
- 1980 ~ 1983 : 상인천중학교
- 1983 ~ 1986 : 인천고등학교 (85회 졸업)
- 1986 ~ 1990 : 고려대학교 법학과 86학번

## 선수 경력
- 태평양 돌핀스 (1990~1995)
- 현대 유니콘스 (1996~2000)
- SK 와이번스 (2000~2001)

## 등번호
- 선수 시절

37 : 1990~1992
00 : 1993~2001
- 코치 시절

73 : 2003~2004
00 : 2007~

## 통산 기록
| 연도 | 팀명   | 타율  | 경기 | 타수 | 득점 | 안타 | 2루타 | 3루타 | 홈런 | 루타 | 타점 | 도루 | 도실 | 볼넷 | 사구 | 삼진 | 병살 | 실책 |
| ---- | ------ | ----- | ---- | ---- | ---- | ---- | ----- | ----- | ---- | ---- | ---- | ---- | ---- | ---- | ---- | ---- | ---- | ---- |
| 1990 | 태평양 | 0.285 | 120  | 414  | 50   | 118  | 29    | 1     | 10   | 179  | 68   | 7    | 5    | 50   | 6    | 37   | 17   | 7    |
| 1991 | 태평양 | 0.291 | 109  | 392  | 42   | 114  | 25    | 4     | 8    | 171  | 59   | 5    | 6    | 30   | 3    | 39   | 7    | 7    |
| 1992 | 태평양 | 0.254 | 126  | 465  | 57   | 118  | 21    | 2     | 21   | 206  | 65   | 1    | 3    | 39   | 2    | 62   | 12   | 7    |
| 1993 | 태평양 | 0.280 | 86   | 318  | 28   | 89   | 14    | 0     | 8    | 127  | 49   | 2    | 2    | 27   | 4    | 37   | 15   | 5    |
| 1994 | 태평양 | 0.277 | 124  | 433  | 68   | 120  | 19    | 3     | 23   | 214  | 70   | 3    | 2    | 56   | 7    | 68   | 9    | 7    |
| 1995 | 태평양 | 0.295 | 96   | 356  | 52   | 105  | 19    | 1     | 12   | 162  | 46   | 4    | 1    | 38   | 4    | 51   | 5    | 4    |
| 1996 | 현대   | 0.274 | 115  | 412  | 54   | 113  | 16    | 1     | 20   | 191  | 64   | 6    | 4    | 50   | 7    | 82   | 6    | 8    |
| 1997 | 현대   | 0.254 | 91   | 311  | 36   | 79   | 21    | 0     | 6    | 118  | 51   | 6    | 4    | 42   | 7    | 55   | 15   | 10   |
| 1998 | 현대   | 0.274 | 126  | 431  | 62   | 118  | 25    | 0     | 18   | 197  | 59   | 5    | 6    | 43   | 12   | 79   | 11   | 26   |
| 1999 | 현대   | 0.277 | 92   | 264  | 37   | 73   | 11    | 1     | 6    | 104  | 37   | 1    | 4    | 35   | 5    | 60   | 8    | 6    |
| 2000 | SK     | 0.282 | 49   | 142  | 19   | 40   | 5     | 0     | 4    | 57   | 21   | 2    | 2    | 29   | 4    | 24   | 4    | 5    |
| 2001 | SK     | 0.232 | 48   | 82   | 10   | 19   | 1     | 0     | 2    | 26   | 9    | 0    | 0    | 10   | 4    | 21   | 2    | 1    |
| 통산 | 12시즌 | 0.275 | 1182 | 4020 | 515  | 1106 | 206   | 13    | 138  | 1752 | 598  | 42   | 39   | 449  | 65   | 615  | 111  | 93   |

## 가족 관계
- 아버지 : 김진영 (1935년 10월 9일 ~ 2020년 8월 3일)

1. ↑  “현대 김경기 SK 트레이드”. 국제신문. 2000년 7월 8일. 2020년 8월 30일에 확인함.